# Palau de Castellfort
El palau de Castellfort és un edifici d'estil eclèctic dissenyat el 1903 per l'arquitecte valencià Joaquín María Arnau Miramón (1849 - 1906). Està situat al carrer dels Cavallers núm. 9, a la ciutat de València.

## Història
L'arquitecte Joaquín María Arnau Miramón rep el 1903 l'encàrrec dels marquesos de Castellfort d'edificar un palau a l'inici del carrer de Cavallers, carrer tradicionalment ocupat per l'aristocràcia valenciana, enfront del mateix palau de la Generalitat.
En l'actualitat és seu de la Presidència de la Generalitat Valenciana.

## Descripció
L'arquitecte Arnau Miramón projecta una façana en la qual utilitza elements classicistes, renaixentistes, neogrecs i medievalitzants per a aconseguir l'obra més important de l'eclecticisme a València. En destaquen els amplis miradors de planta poligonal situats als angles de la façana a l'alçada del pis principal, i les cúpules que coronen els seus extrems. En el seu interior, el més destacable és el luxós vestíbul amb enteixinat de fusta i la seua escalinata de marbre blanc, que rep la llum per una claraboia zenital.
La major part de l'interior de l'edifici està adaptada per al treball dels funcionaris de la Generalitat, respectant la disposició de les cambres originals de l'edifici.